# Dorfkirche Lambrechtshagen

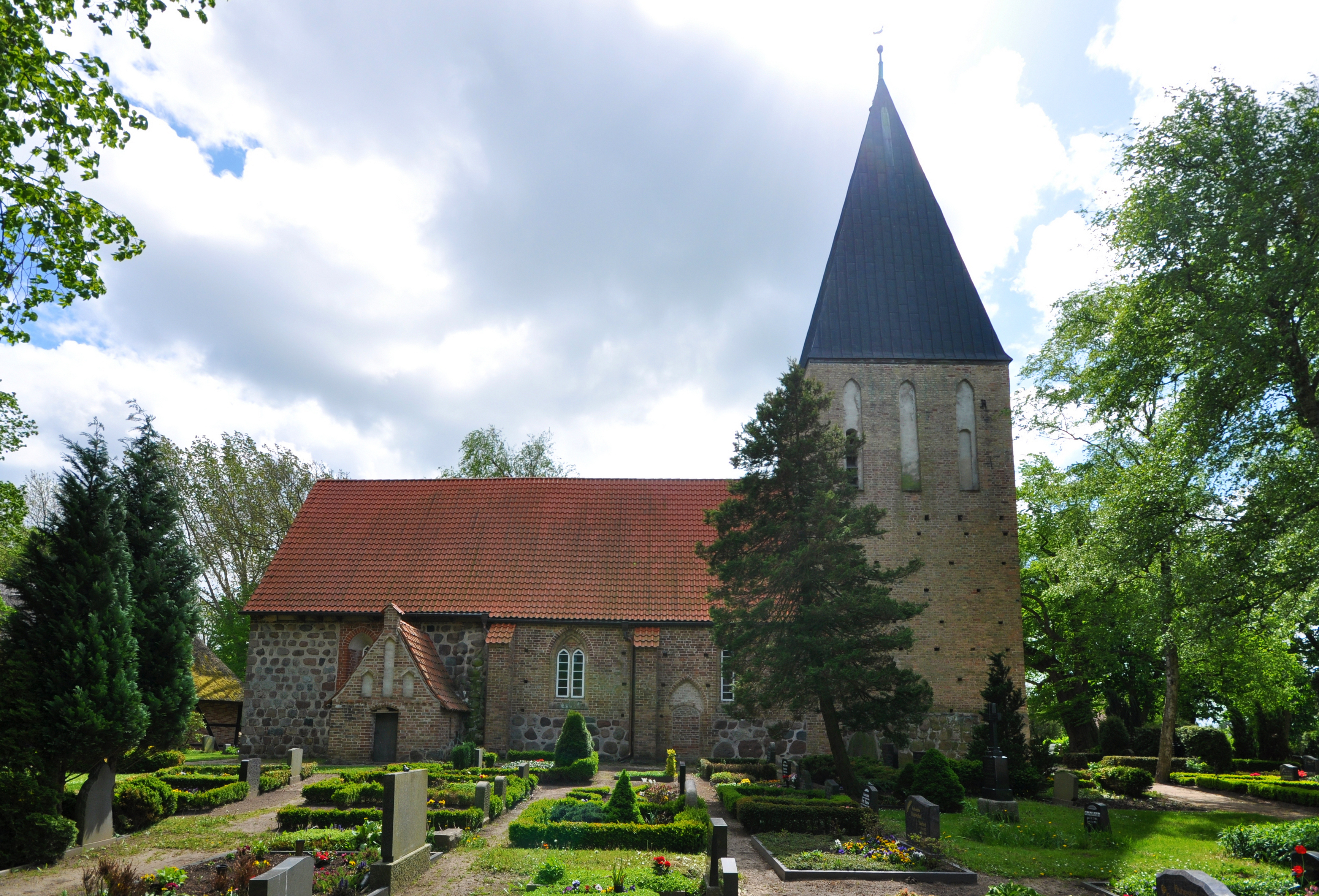
Von Norden

Die Dorfkirche Lambrechtshagen ist die Kirche der Kirchengemeinde Lambrechtshagen im Landkreis Rostock. Diese gehört zur Propstei Rostock im Kirchenkreis Mecklenburg der Evangelisch-Lutherischen Kirche in Norddeutschland (Nordkirche). Am 27. Dezember 2020 wurde der Radiogottesdienst aus Lambrechtshagen gesendet.

## Geschichte

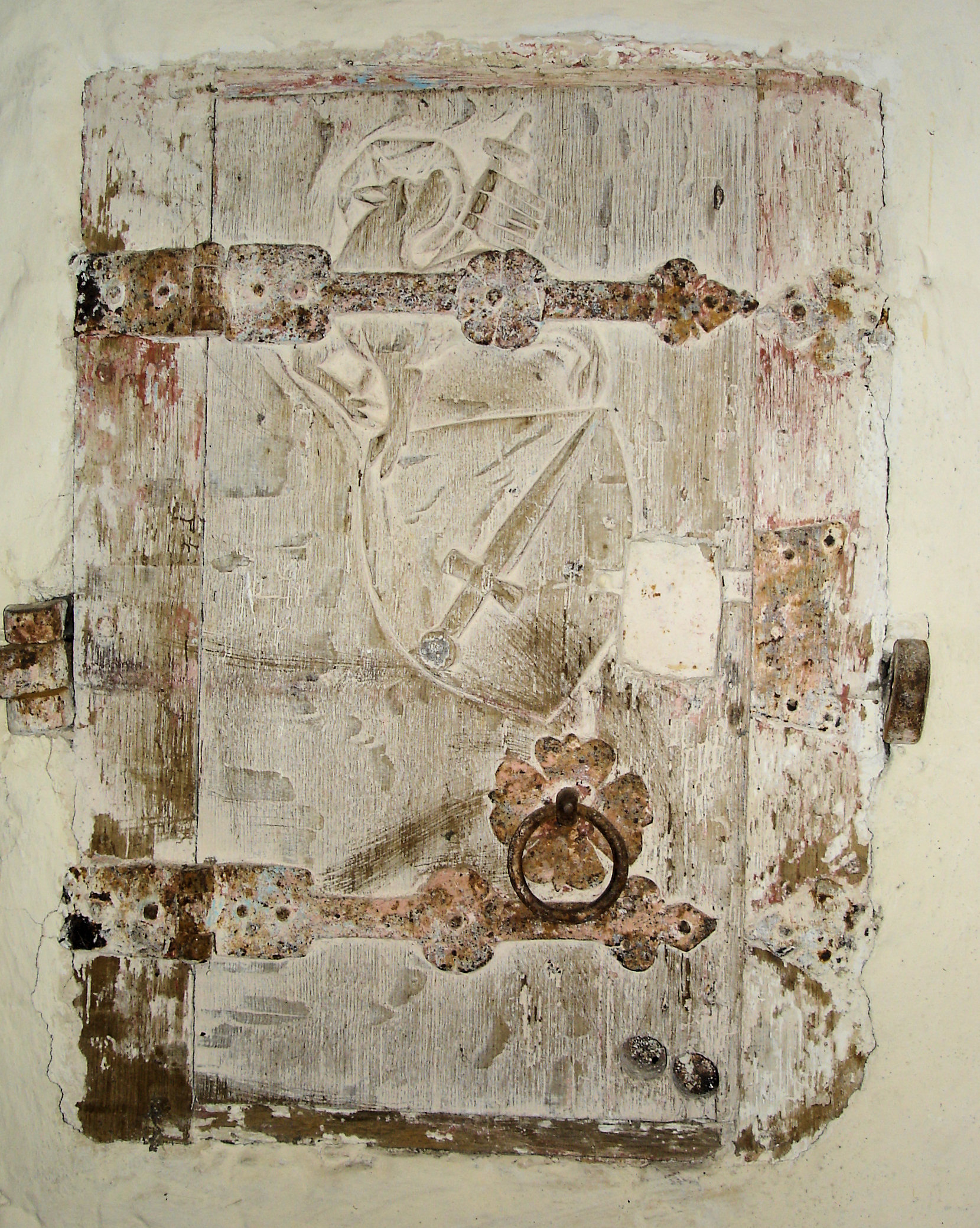
Sakramentsschrank

Lambrechtshagen wurde am 8. Juli 1233 in einer Urkunde des Bischofs Brunward erstmals urkundlich erwähnt. Danach gehörte die Lambrechtshäger Kirche zum Archidiakonat Rühn. Am 9. August 1286 gewann das Kloster Doberan die halben Zehnten von Lambrechtshagen. Nach 1300 waren die Familien von Schwaß und von Barnekow als Eigentümer größerer Ländereien verzeichnet. Diese Familie ist wahrscheinlich mit der Stiftung der Kirche verbunden, denn ein in der Kirche befindlicher Eucharistieschrank wird von einem geschnitzten Wappen derer „von Swertze“ (= Schwass) geziert. Um 1400 war die Familie von Gummern Besitzer. 1505 verkaufte Anna von Gummern das Gut an die mecklenburgischen Herzöge. Mit der Auflösung des Klosters Marienehe 1552 unterstand das Kirchspiel Lambrechtshagen der lutherischen Landeskirche. Der erste Pastor nach der Reformation war 1541 ein Johann Leverick, von dem es hieß, „dass er noch ein Papist gewesen“ sei.

## Baubeschreibung

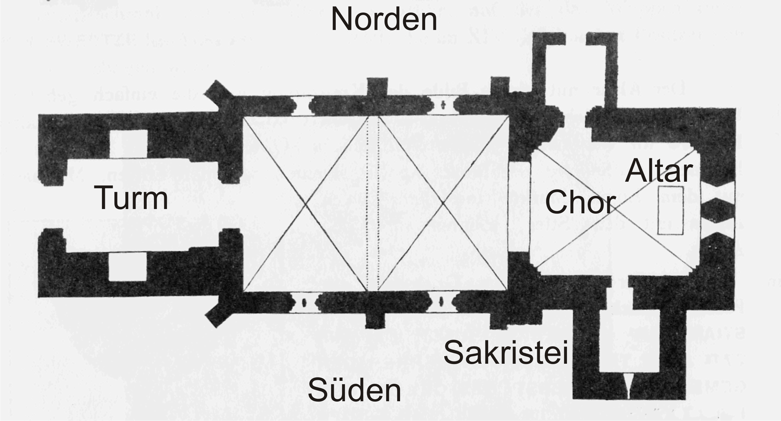
Grundriss nach Matthes (Schlie)

Die Kirche ist ein einschiffiger Bau, der Chor ist der älteste Teil und aus Feldsteinen gefertigt und von einem Gewölbe abgeschlossen. Man kann ihn noch in die Übergangszeit von der Romanik zur Gotik einordnen, die schlitzförmigen Lichtöffnungen weisen darauf hin. Das gotische Langhaus aus Ziegeln wurde später gebaut, Bauzeit war zum Ende des 14. Jahrhunderts. Aus dieser Zeit sind noch Deckenmalereien im Gewölbe zu sehen. Westlich wurde ein Turm mit vierseitigem Helm angebaut. Auf der südlichen Seite der Kirche ist eine Sakristei, auf der Nordseite eine Vorhalle angebaut. Im Turm hingen ursprünglich zwei Glocken aus dem 19. Jahrhundert, wovon nur eine erhalten ist.

## Inneneinrichtung

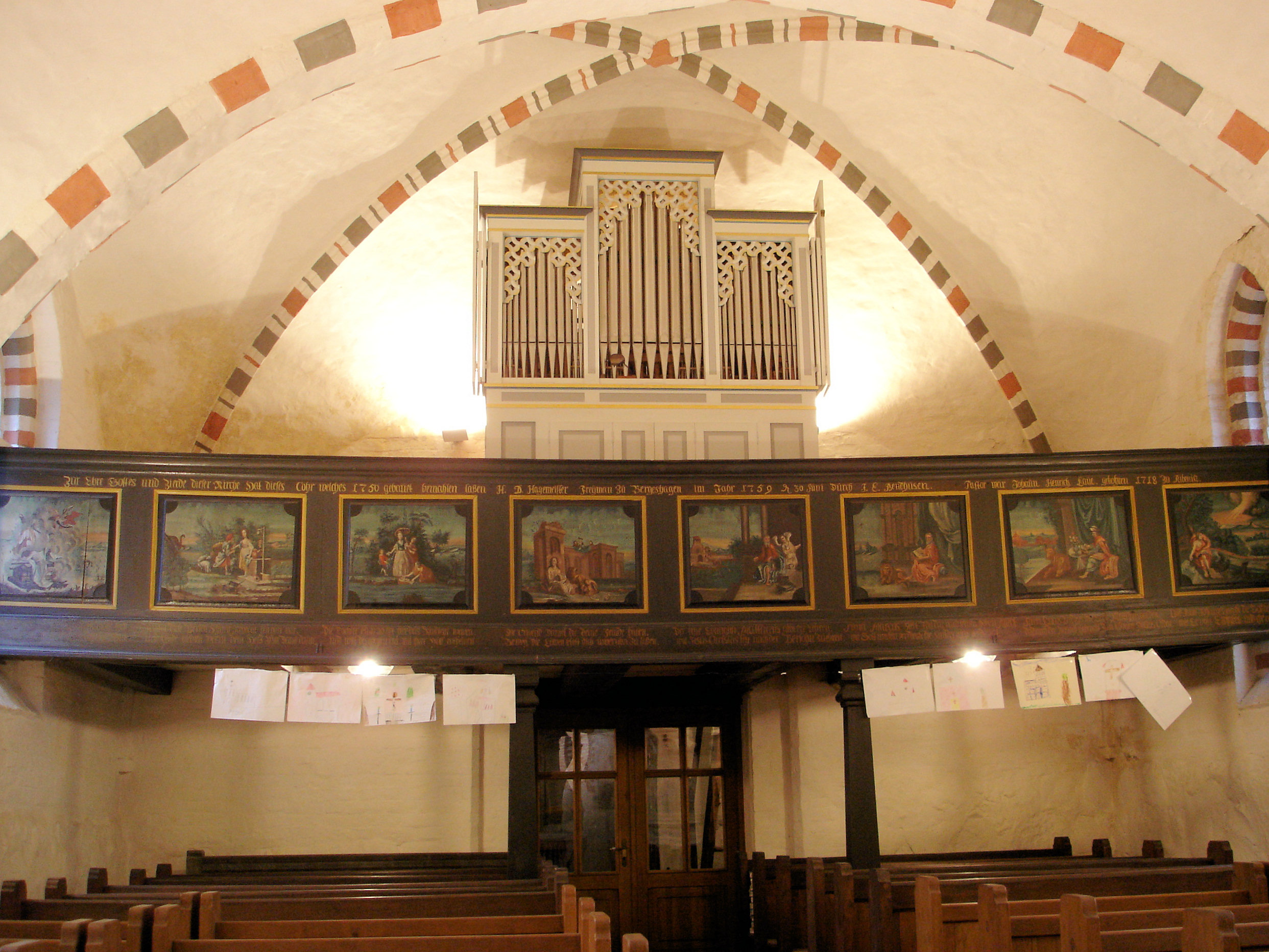
Orgel von 1995

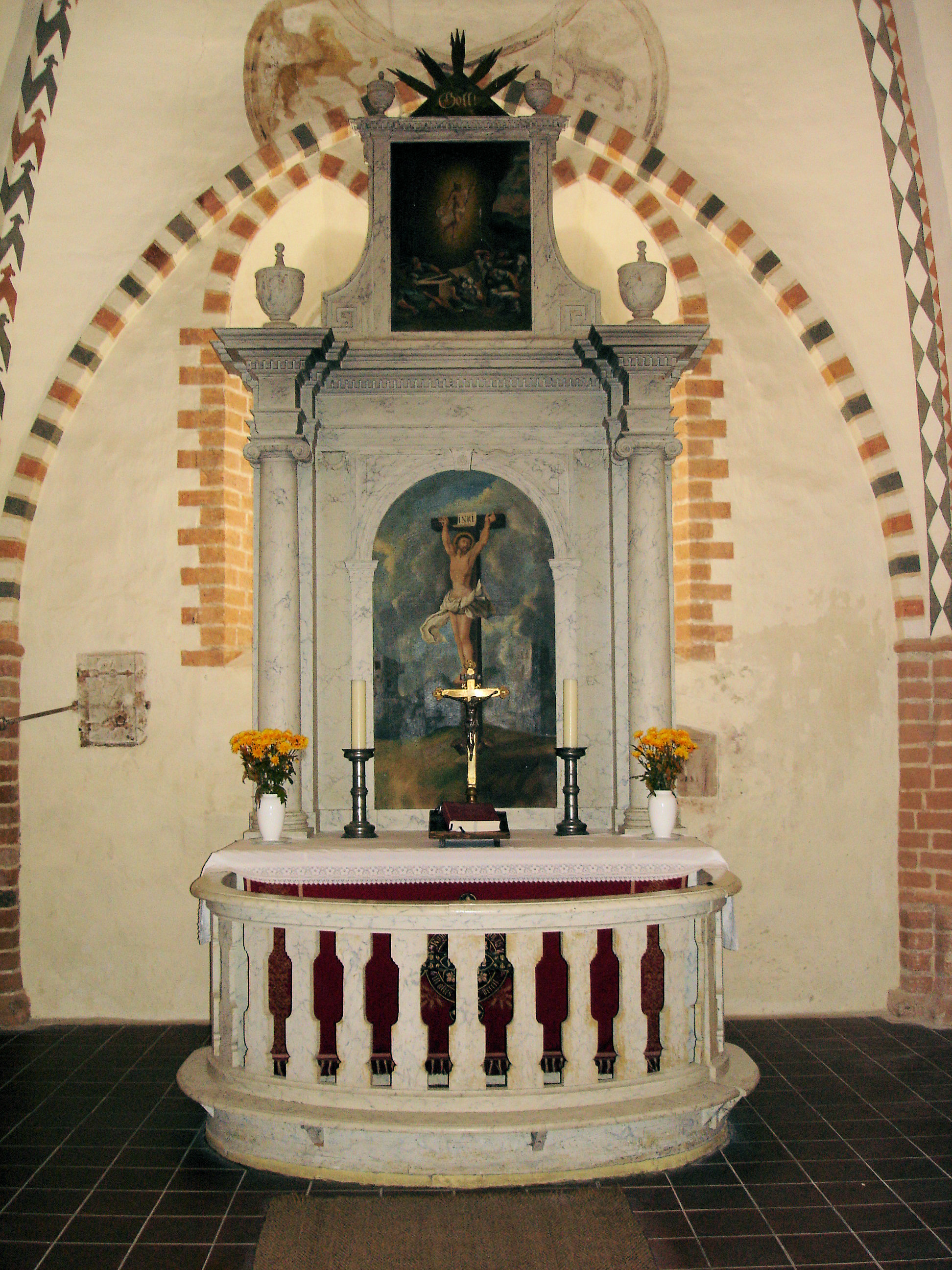
Altar

Der Altar und die Kanzel aus dem 18. Jahrhundert sind einfach gestaltet. Die Empore westlich im Kirchenschiff wurde 1750 eingebaut und 1759 von J. E. Bendhusen mit acht Bildern bemalt. Diese zeigen biblische Motive, wie die Opferung Isaaks, Rebekka am Brunnen, Auffindung des Mose im Nil, Daniel unter den Löwen. Bemerkenswert sind Abendmahlskelch und -kanne. Der Renaissance-Kelch des Rostocker Goldschmieds Hans Klein von 1611 ist aus vergoldetem Silber, die Kanne ist aus Zinn und wurde 1747 gefertigt.

## Orgel
Am 28. Mai 1995 feierte die Kirchgemeinde Orgelweihe. Durch eine Schenkung ermöglicht, erklang erstmals eine Orgel in der Lambrechtshäger Kirche. Das zweimanualige Instrument wurde durch die Orgelbaufirma Eule in Bautzen gebaut. Die farbliche Gestaltung der zwei dreifaltigen Flügeltüren übernahm Lothar Mannewitz.
Disposition:
| I. Manual C–g3    |       |  |
| Bordun            | 8′    |  |
| Spitzgedackt      | 8′    |  |
| Prinzipal         | 4′    |  |
| Rohrflöte         | 4′    |  |
| Mixtur (Vorabzug) | 1 ⁄3′ |  |
| Cromorne          | 8′    |  |
| Waldflöte         | 2′    |  |

| II. Manual C–g3 |    |  |
| Spitzgedackt    | 8′ |  |
| Rohrflöte       | 4′ |  |
| Cromorne        | 8′ |  |
| Waldflöte       | 2′ |  |

| Pedal C–f1 |     |  |
| Subbass    | 16′ |  |

- Tremulant, auf die ganze Orgel wirkend

## Pfarrhof
Sehenswert ist das gesamte, denkmalgeschützte Ensemble um die Kirche mit der reetgedeckten Pfarrscheune, dem gepflegten Friedhof und dem 1799/1800 errichteten Pfarrhaus und dem aus dem ehemaligen Stall entstandenen Begegnungshaus der Kirchgemeinde, das für vielfältige Gemeindezwecke genutzt wird.